# Словенская демократическая партия
Словенская демократическая партия или СДП (словен. Slovenska demokratska stranka, SDS) — словенская политическая партия, крупнейшая политическая сила правительственной коалиции.

## Идеология
Первоначально левоцентристская и правоцентристская политическая партия, Словенская демократическая партия постепенно сдвинулась вправо и стала правой партией.
Популизм
Во время европейского миграционного кризиса Словенская демократическая партия резко усилила свою националистическую популистскую риторику. Партия выступила против квот на мигрантов и выступила за перераспределение ресурсов от неправительственных организаций для увеличения расходов на безопасность. Янша также раскритиковал «дегенеративных левых». Жаркая риторика партии и обвинения в коррупции привели «к беспокойству среди международных наблюдателей по поводу направления Словении, которое, как правило, рассматривается как региональная история успеха», поскольку Словенская демократическая партия возглавила опросы общественного мнения в преддверии парламентских выборов 2018 года. Партия также кооптировала популистскую риторику президента США Дональда Трампа, с Яншей и партией, часто повторяющей лозунги Трампа «осушите болото», «глубокое государство», и «фейковые новости». Партия также предложила потребовать, чтобы для каждого нового регламента два существующих регламента должны быть отменены, предложение, в частности, поддержанное и принятое Трампом. Янша также несколько раз использовал фразу «Словения первая».
Экономическая политика
Словенская демократическая партия была описана как в целом прорыночная, а ее экономическая политика была охарактеризована как неолиберальная. Словенская демократическая партия выступает за снижение налогов и ускорение усилий по приватизации.
Социальная политика
Словенская демократическая партия ввела законодательство, разрешающее однополые гражданские союзы, находясь в правительстве, но выступила против признания однополых браков.
Политика образования
Словенская демократическая партия выступает за введение образовательных программ, которые вводили бы «патриотическое воспитание от детского сада до средней школы». Партия поддерживает полное государственное финансирование обязательных программ частных школ.

## История
Партия была создана в 1989 году под именем Социал-демократический союз Словении (словен. Socialdemokratska zveza Slovenije, SDZS) и победила на первых многопартийных выборах в составе коалиции DEMOS. Её лидер бывший премьер-министр Янез Янша сыграл активную роль в провозглашении независимости Словении и в последовавшей войне. На выборах президента 2017 года кандидат партии занял 3-е место и не вышел во второй тур.
На досрочных парламентских выборах, прошедших 3 июня 2018 года, получив 25 % голосов, одержала победу. Явка на выборах составила около 51,5 %. По результатам выборов партия получит 25 мест из 90 в парламенте.
24 апреля 2022 года партия «Движение „Свобода“» получив 33 % победила Парламентские выборы, а Словенская демократическая партия с 28 % получила 27 мест в парламенте.

## Европарламент
Согласно выборам 2019 года, партия представлена в Европарламенте 3 депутатами.